# Corradidi
I Corradidi (o Attonidi) di Lecco furono una delle più importanti dinastie comitali franche del Regno d'Italia. 
Il primo della dinastia fu Corrado, zio degli imperatori e re d'Italia Guido di Spoleto e Lamberto di Spoleto. Corrado fu insignito del titolo di marchese e, secondo molti autori, la Marca corrispondente era quella dell'Italia nord occidentale. Il figlio Radaldo ereditò le prerogative comitali e marchionali, mentre gli ultimi due Attonidi, Guiberto ed Attone risultano soltanto come conti de loco Leuco. Attone di Guiberto fu il più importante feudatario di Berengario II e, appunto per questo, dopo la vittoria di Ottone I di Sassonia fu privato dei suoi feudi (961) che entrarono in possesso degli arcivescovi di Milano.